# Odair José
Odair José (né le 16 août 1941 à Morrinhos, dans l'État de Goiás) est un chanteur et compositeur brésilien de style populaire-romantique qui a émergé sur la scène musicale brésilienne dans les années 1970. Avec une carrière de plus de 50 ans et plus de 80 millions de disques vendus, il a publié plus de 40 albums, dont des originaux, des albums live, des compilations et des versions espagnoles.

## Biographie
Odair José est né à Morrinhos, dans l'État de Goiás commence sa carrière artistique à l'adolescence, en tant que crooner, jusqu'à l'âge de 17 ans, où il commence à composer. Très jeune, il s'installe dans la ville de Rio de Janeiro pour tenter de se faire une place sur la scène artistique nationale grâce à sa musique. À Rio, il rencontre Rossini Pinto, un compositeur et producteur qui voit en Odair un potentiel et l'emmène au label discographique CBS. La première œuvre du nouveau chanteur pour le label est la chanson Minhas Coisas, incluse dans le disque As 14 Mais, l'un des principaux produits de la société à l'époque. 
En 1972, Odair enregistre les chansons Eu vou tirar você deste lugar, Esta noite você vai ter que ser minha ; Pense pelo menos em nossos filhos et Cristo quem é você, cette dernière étant enregistrée par Odair José lui-même, avec des arrangements de Zé Rodrix et la participation du groupe Som Imaginário. Elles figurent toutes sur l'album Assim Sou Eu..., publié par Polydor. L'année suivante, en 1973, l'album Odair José sort. Des chansons comme Uma Vida Só (Pare de Tomar a Pílula) et Eu, Você e Praça sont parmi les plus jouées de l'année. La chanson Uma Vida Só devient populairement connue pour son refrain, « arrêtez de prendre la pilule », qui est censuré par le gouvernement brésilien au motif que la chanson était de la propagande contre la distribution de pilules contraceptives. Dans la chanson Deixa Essa Vergonha De Lado, également très populaire, Odair José apporte tout son soutien à l'employée de maison, un travail qui, au début des années 1970, n'était pas encore légalisé. Après avoir sorti plusieurs albums, Odair compose et enregistre O Filho de José e Maria en 1977, Malgré toutes les controverses qui ont entouré le projet, Odair garantit qu'il ne regrette pas d'avoir conçu, composé, enregistré et présenté son opéra populaire au public. « C'était nécessaire à l'époque, compte tenu du stade d'évolution de mon travail ». Il est excommunié par l'Église catholique en 1978 à cause du disque. L'excommunication le pousse à enregistrer pendant 20 ans des chansons peu politisées.
Bien que l'album n'ait pas été apprécié à l'époque et que le scandale ait éclaté, ces dernières années, le disque est redécouvert et traité comme une grande innovation à l'époque. En 2017, le journaliste Mauro Ferreira qualifie l'album de « premier opéra rock dans l'univers de la pop nationale ».
De retour dans les médias depuis la fin des années 1990, Odair José continue à enregistrer des chansons sur des thèmes délicats tels que le sexe, la drogue et la prostitution, ainsi que des protestations contre les problèmes du Brésil.
En 2014, Odair déclare que ses albums publiés par EMI étaient « de la merde à cause de moi. Tout ce qui m'intéressait, c'était de boire et de fumer de l'herbe ».
En 2015, Odair sort l'album Dia 16, et l'année suivante l'album Gatos e Ratos, qui concourt pour le meilleur album dans la catégorie chanson populaire des Brazilian Music Awards 2017. Lors de la même édition, il gagne dans la catégorie « meilleur chanteur ». Le magazine Rolling Stone Brasil l'élit également élu 20e meilleur album brésilien de 2016. En 2019, il sort l'album Hibernar na Casa das Moças Ouvindo Rádio sur le label Monstro Discos,, qui est élu parmi les 25 meilleurs albums brésiliens du premier semestre 2019 par l'Association pauliste des critiques d'art.
En 2021, il compose six chansons avec Arnaldo Antunes pour la bande originale du film Meu álbum de amores,.

## Discographie
- 1970 : Odair José (CBS/Sony Music)
- 1971 : Meu Grande Amor (CBS/Sony Music)
- 1972 : Assim sou eu... (Polydor/Universal Music)
- 1973 : Odair José (Polydor/Universal Music)
- 1974 : Lembranças (Polydor/Universal Music)
- 1975 : Amantes (em castelhano)  (Polydor/Universal Music)
- 1975 : Odair (Polydor/Universal Music)
- 1976 : Histórias e Pensamentos (Polydor/Universal Music)
- 1977 : O Filho de José e Maria (RCA/Sony Music)
- 1978 : Coisas Simples (RCA/Sony Music)
- 1979 : Odair José (Continental, réédité en 1980)
- 1981 : Viva e deixe viver (EMI)
- 1982 : Só por amor (EMI)
- 1983 : Fome de amor (EMI)
- 1984 : Eu, você e o sofá (EMI)
- 1985 : Odair José (EMI, réédité entre 1985 et 1993 par RGE, Copacabana et (Harmony Records/Sony Music)
- 1994 : Luz Acesa (Warner Music Group)
- 1996 : As minhas canções (Polydor/Universal Music)
- 1997 : Lágrimas (Bahamas Songs)
- 1999 : Ao Vivo (Polydor/Universal Music)
- 2002 : Uma História (Polydisc)
- 2003 : Passado Presente (Gema)
- 2004 : 20 Super Sucessos  (Polydisc)
- 2006 : Só Pode Ser Amor (Deckdisc)
- 2012 : Praça Tiradentes (Saravá Discos)
- 2014 : O Filho de José e Maria - Ao Vivo (Coqueiro Verde)
- 2015 : Dia 16[17] (Saravá Discos)
- 2016 : Gatos e Ratos
- 2019 : Hibernar Na Casa Das Moças Ouvindo Rádio (Monstro Discos)